# 316450 Changhsiangtung
316450 Changhsiangtung este o planetă minoră (asteroid) din centura de asteroizi. A fost descoperită pe 29 februarie 2008 la Xuyi County⁠(d) de . 
Obiectul prezintă o orbită caracterizată de o semiaxă mare de 2,7413788485282 UAi, o excentricitate de 0,11012913522852, o înclinație de 3,5124508531584 ° în raport cu ecliptica.